# Ibn Sab'in
Abū Muḥammad ʿAbd al-Ḥaqq ibn Ibrāhīm ibn Muḥammad ibn Naṣr, al-Makkī al-Mursī Quṭb al-Dīn Quṭb al-Dīn (= Polo della religione) è un impegnativo laqab attribuitogli da fonti orientali. (in arabo محمد بن عبدالله بن سبعين‎?, meglio noto come Ibn Sabʿīn – "[figlio] di settanta" – o Ibn Dāra – "[figlio] dello zero" o "del circolo"; Murcia, 1216-1217 – La Mecca, 1270 circa), è stato un mistico e filosofo arabo, di ispirazione sufi, la cui figura intellettuale fu sempre accompagnata dal sospetto di eterodossia e da una divaricazione di giudizi che spaziavano dall'esaltazione al disprezzo, fino a indurlo, secondo una certa tradizione, all'estrema scelta del suicidio.

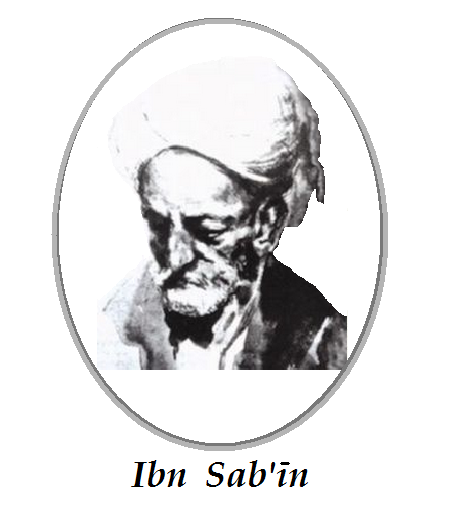
Il mistico Ibn Sab'in.

È particolarmente noto per essere stato riconosciuto, per la prima volta da Michele Amari, come l'interlocutore che diede soddisfazione alla curiositas che Federico II di Svevia avrebbe espresso nelle famose Questioni siciliane (Al-masāʾil al-Ṣiqilliyya)

## Biografia

### Origini
Era figlio di Ibrāhīm ibn Muḥammad ibn Naṣr, da un'agiata e nobile famiglia marocchina, inquadrato nell'amministrazione almohade e governatore della città di Murcia, nella Spagna islamica. Anche suo nonno era persona molto in vista e così suo fratello Abū Ṭālib. Abū Ṭālib, ad esempio, era stato scelto dal principe ʿAbd Allāh Muḥammad ibn Yūsuf ibn Hūd per una delicata missione diplomatica presso la sede apostolica per lamentare una promessa non mantenuta dal Re dei Cristiani (Ferdinando III di Castiglia): il contesto storico di questa 'promessa' inevasa, secondo l'interpretazione di Michele Amari, riconduce al 1243, con la presa di Murcia da parte di Alfonso X di Castiglia, in conseguenza della quale Ibn Hūd si era sottomesso come vassallo; ma un accordo tra Alfonso e Muḥammad I ibn Naṣr sacrificò questo intesa è determinò la cacciata di Ibn Hūd da Murcia.

### Studi
Le sue origini familiari gli diedero accesso a una solidissima preparazione, con studi coranici, ma anche di letteratura andalusa, filosofia, logica, magia bianca, alchimia e medicina. Fu per un certo tempo a Ceuta, dove visse ed ebbe un séguito di alcuni discepoli nella locale zawiya; inseguito da sospetti, si spostò poi a Bejaia, dove fu maestro del mistico e poeta andaluso al-Shushtarī, quindi a Tunisi, ma tutta la sua vita fu costantemente accompagnata da accuse di eterodossia ed eresia. Fu costretto, infatti, a muoversi ulteriormente, muovendo infine a La Mecca, sua ultima destinazione, dove acquisì meriti guarendo lo sharīf da una ferita al cranio. La Mecca sembra così esser stato per lui un approdo esistenziale in grado di garantirgli una certa serenità, vivendovi fino alla morte, anche se una certa tradizione (v. infra) lo vorrebbe morto suicida.
La complessa figura di filosofo, il suo pensiero, hanno sempre esercitato un fascino sugli orientalisti occidentali, reso ancor più intenso dall'identificazione di lui quale interlocutore dell'imperatore Federico II di Svevia. Louis Massignon lo definisce come
(Louis Massignon)
Da un punto di vista filosofico, si riconosce l'influenza su di lui esercitata da Plotino, attraverso la pseudo-Teologia di Aristotele (come viene chiamato il testo contenente la parafrasi di parte delle Enneadi e commentari di Porfirio) e da Proclo, mediata dal Liber de causis, mentre nella sua opera vi è chi avverte echi del circolo neoplatonico degli autori delle Rasāʾil al-Ikhwān al-Safāʾ (Le epistole dei Fratelli della Purezza).

### Fama nell'Occidente cristiano
Proprio l'incarico di prestigio affidato al fratello di Ibn Sabʿīn è fonte di un aneddoto che testimonia di come la fama del mistico avesse travalicato i confini del mondo islamico, giungendo finanche alla conoscenza di Papa Innocenzo IV, per il probabile tramite dello stesso Federico II: secondo una tradizione risalente ad Abū l-Barakāt (per il tramite di Lisān al-Dīn Ibn al-Khaṭīb), Abū Ṭālib, presentatosi al cospetto di Innocenzo IV, fu da questi riconosciuto e indicato ai dignitari della Corte papale come il fratello di un «uomo così sapiente che oggi, presso i Musulmani, non vi è nessuno che conosca Dio meglio di lui».
La sua complessa figura intellettuale, il suo spirito «tormentato», hanno esercitato un notevole fascino sugli studiosi occidentali e tale attrazione è stata ulteriormente accresciuta dalla scoperta della sua corrispondenza con Federico II, per il quale il soddisfacimento della propria curiositas non rispondeva solo a un'attitudine intellettuale, ma si rivestiva di significati politici, sia come mezzo propagandistico di costruzione dell'immagine pubblica del sovrano, sia come sottile tramite per relazioni diplomatiche tra élite politiche, secondo un uso già attestato fin dall'antichità.

### L'enigma sulla morte
Eterodossa e d'ispirazione stoica fu sicuramente la scelta della sua fine, almeno secondo quanto riportato da una certa tradizione: contravvenendo all'ortodossia islamica, Ibn Sabʿīn morì suicida nel 1270 o nel 1271, dissanguatosi con il taglio delle vene, con una fine analoga a quella del romano Seneca, in un estremo atto di ricongiunzione a Dio.
Potrebbe trattarsi, tuttavia, di una voce propalata dai suoi tanti nemici, falsamente messa in circolazione a scopi denigratori. Altre fonti, infatti, lo darebbero vittima di un omicidio per avvelenamento, ordinato dal re dello Yemen Yūsuf II al-Muzaffar, istigato dal suo visir che aveva in odio il mistico sufi.
Altri, infine, vorrebbero la fine di Ibn Sabʿīn avvenuta per morte naturale: le fonti a supporto di questa tradizione sono da considerare, in ultima analisi, numericamente prevalenti e, per la studiosa Patrizia Spallino, probabilmente anche come più affidabili.

### Le questioni sicilianedi Federico II

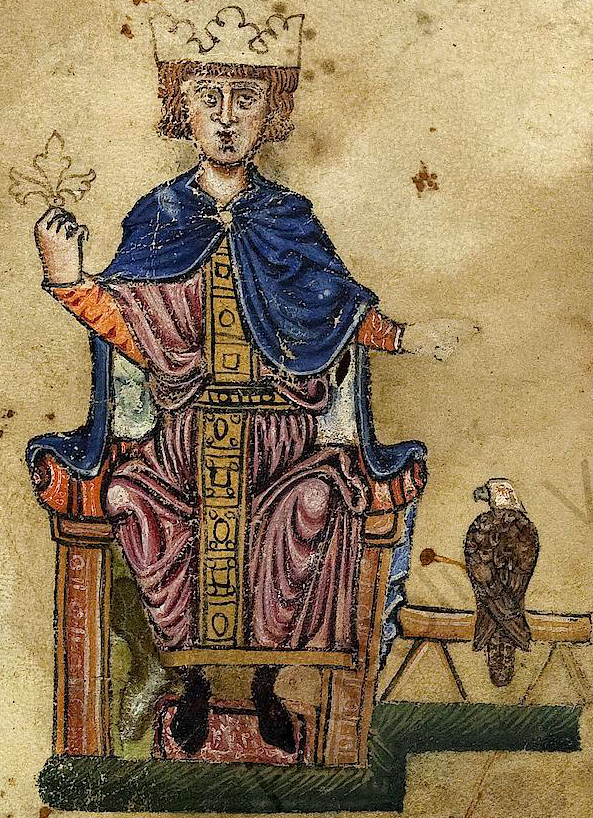
Federico II, da un manoscritto vaticano del De arte venandi cum avibus

Fu Michele Amari, nel 1853, nei suoi studi alla Biblioteca nazionale di Francia, a individuare in Ibn Sabʿīn l'interlocutore di Federico II di Svevia nelle risposte alle celebri Questioni siciliane (al-Masāʼil al-Ṣiqilliyya), che il sovrano svevo aveva indirizzato ai sapienti del suo tempo.
Il trattato, in forma epistolare, è tramandato da un unico testimone, il manoscritto bodleiano Huntington 534. Datata da Michele Amari al 1237-1242, essa è l'opera più giovanile di Ibn Sabʿīn.

#### Contenuto delle cinqueQuestioni
Non si conoscono le domande poste dall'imperatore, ma esse sono indirettamente desumibili dalle risposte (una parafrasi, ad esempio, è stata fatta da Mario Grignaschi):
- il primo quesito riguardava un tema della metafisica aristotelica, la prova aristotelica in favore dell'eternità dell'Universo[17];
- il secondo riguardava il fine e i presupposti della teologia per gli antichi greci e i sufi;
- il terzo riguardava i significato e il numero delle categorie aristoteliche;
- il quarto riguardava la prova dell'immortalità dell'anima e le differenze tra la teoria di Aristotele e quella di Alessandro di Afrodisia.
- la quinta questione sconfinava nel campo delle curiositas dell'imperatore: quale significato attribuire all'affermazione «Il cuore del credente è fra due dita del Misericordioso», un ḥadīth tradizionalmente attribuito a Maometto o al suo immediato séguito.

#### Altre interpretazioni
Sulle risposte di Ibn Sab'in esiste una diversa interpretazione: nel saggio Ibn Sabʿīn's Sicilian questions: the text, its sources, and their historical context, l'orientalista Anna Ayşe Akasoy, dell'Oriental Institute dell'Università di Oxford, ha operato una revisione del contesto storico e ambientale a cui appartiene l'opera. Secondo la Akasoy, essa va ricondotta al milieu intellettuale e ideologico degli ultimi anni del dominio almohade sulla Spagna islamica. In tale contesto, l'opera sarebbe un manuale introduttivo alla dottrina aristotelica attraverso l'esposizione di quattro specifici e controversi punti. Il riferimento alle richieste dell'imperatore, secondo la Akasoy, non sarebbe altro che un espediente letterario e retorico per organizzare l'argomentazione sui cinque temi citati.